# Acapulco Tradicional
El Acapulco Tradicional o Náutico, es una de las tres zonas turísticas en las que se divide el puerto de Acapulco, Guerrero, al sur de México, se encuentra ubicada en la zona oeste de la Bahía de Acapulco, y esta rodeada mayormente de vegetación. Es la parte antigua del puerto, en donde se halla el centro de la ciudad, los barrios históricos y el Puerto Transatlántico Internacional Teniente José Azueta; tuvo su desarrollo entre los años 1930 y 1960 debido a la visita de varias celebridades de Hollywood. 
En el área se pueden encontrar diversos hoteles —algunos de los más antiguos del puerto—, restaurantes con platillos típicos y gran parte de los atractivos turísticos de Acapulco. Se extiende desde las Playas de Caleta y Caletilla hasta al Parque Papagayo. Esta zona se encuentra a unos 22 km al sureste del Aeropuerto Internacional de Acapulco.

## Atractivos turísticos y sitios de interés
Dentro de los puntos turísticos de esta zona de Acapulco se encuentran:
- Isla de la Roqueta
- Sinfonía del Mar
- La Quebrada
- Centro Cultural La Casa de los Vientos
- Plaza Álvarez (Zócalo)
- Catedral de Acapulco
- Fuerte de San Diego (Museo Histórico de Acapulco)
- Paseo del Pescador
- Malecón y Puerto Transatlántico Internacional Teniente José Azueta
- La Virgen de Los Mares (monumento mariano sumergido en el mar)
- Casa de la Máscara (Museo)
- Parque de la Reina y Plaza de la Heroica Escuela Naval Militar
- Fortín Álvarez.[2]
- La Biblioteca Pública Municipal.[3]

Sitios de interés
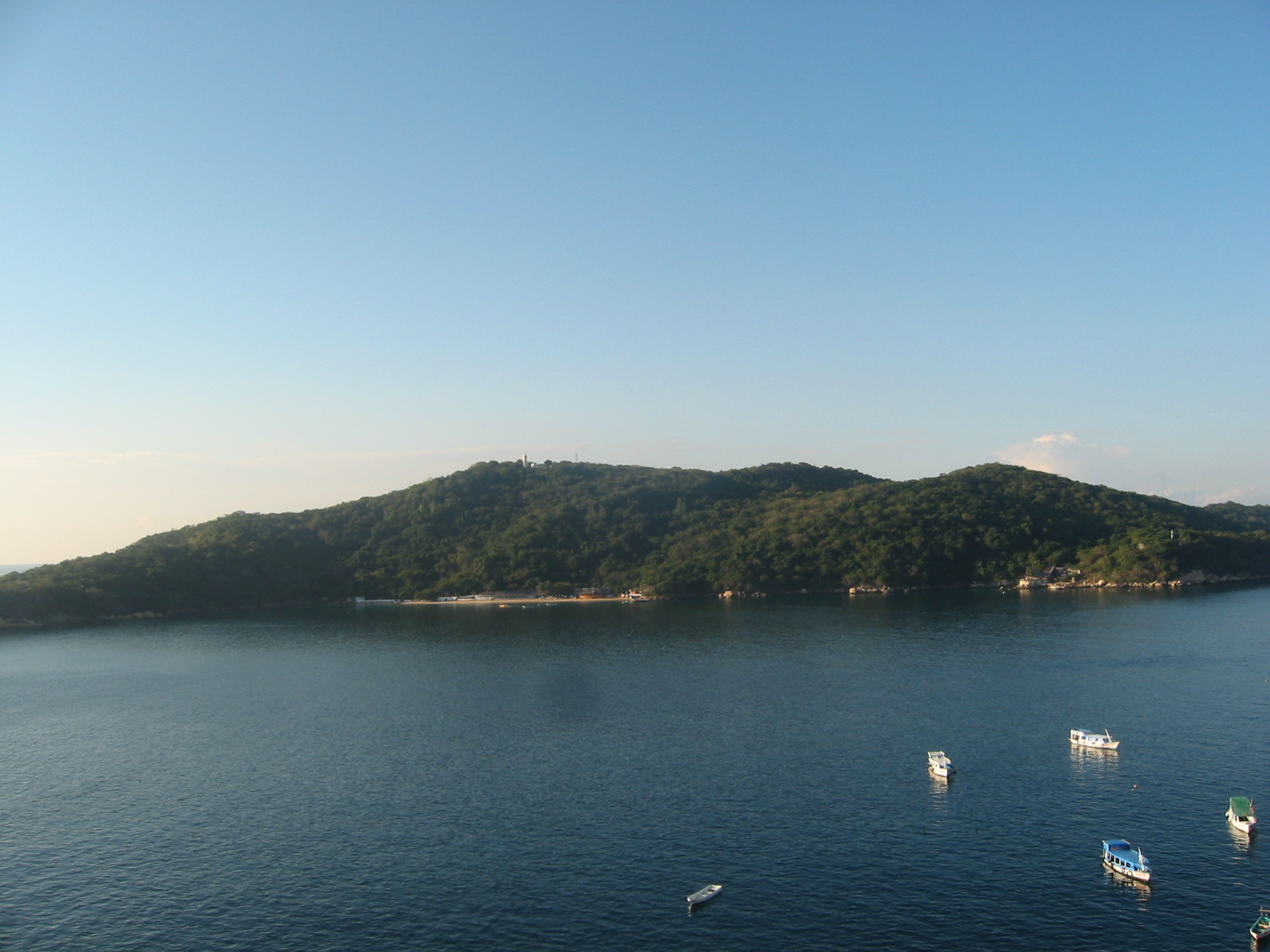
Isla de la Roqueta.
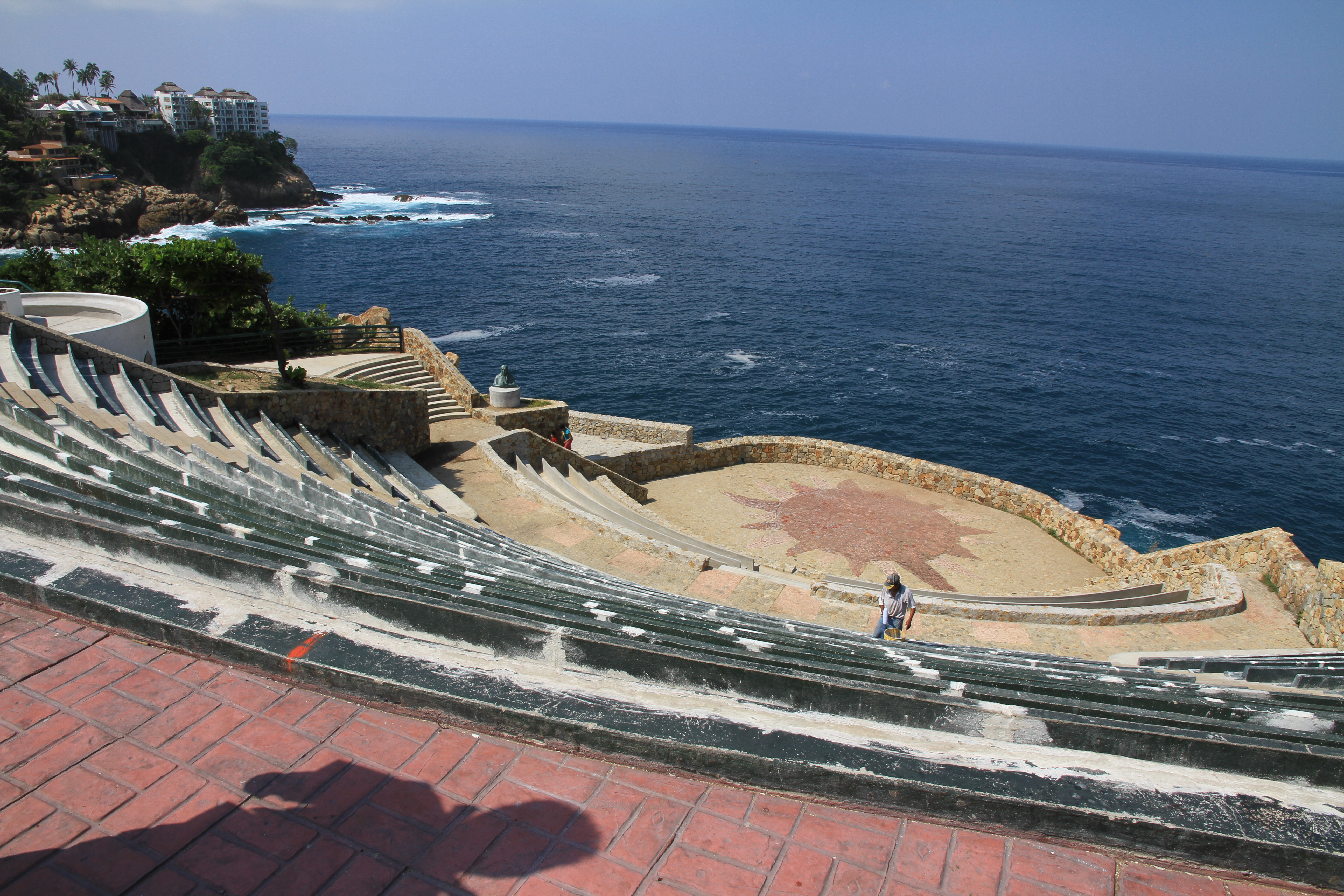
Sinfonía del Mar.
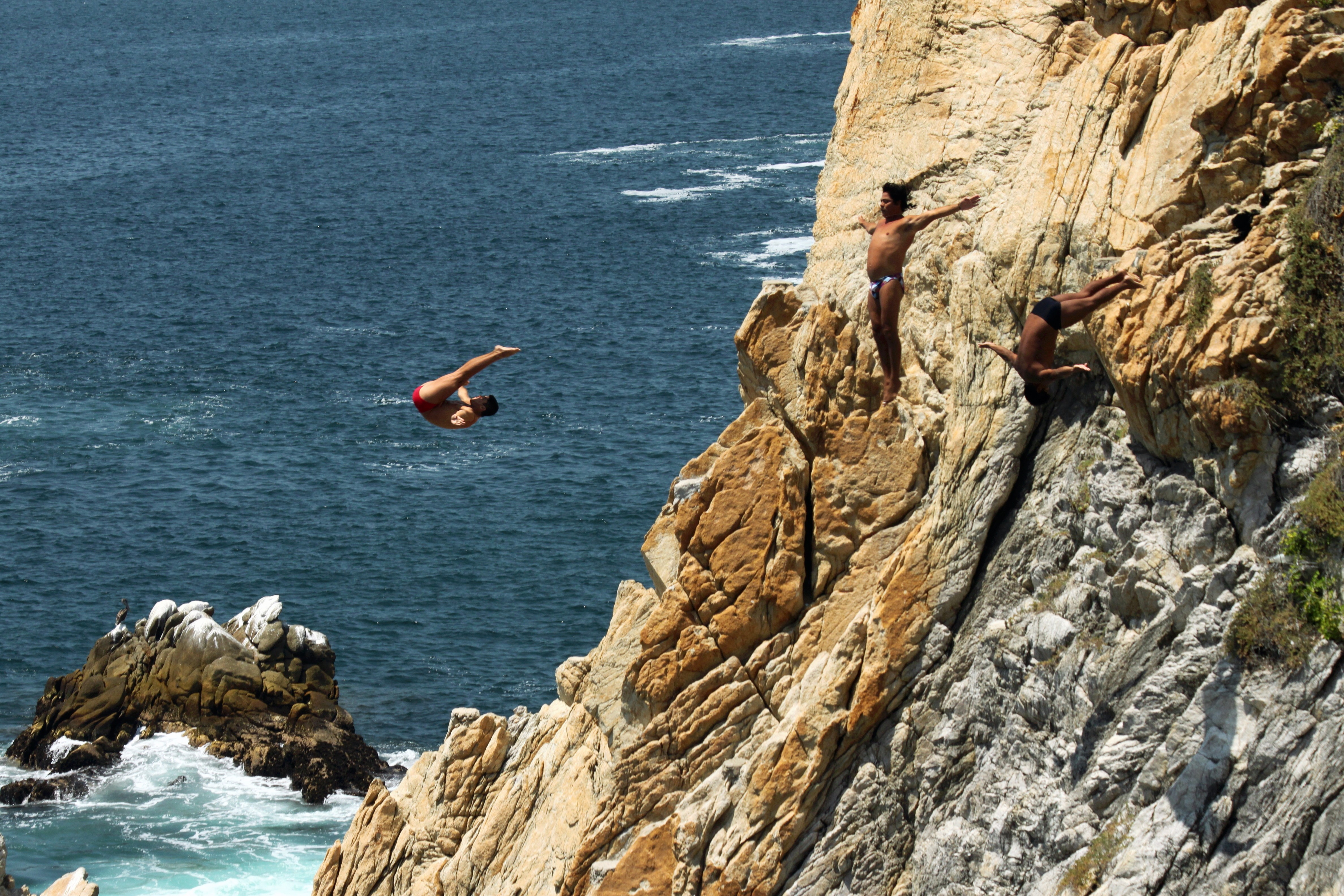
La Quebrada.
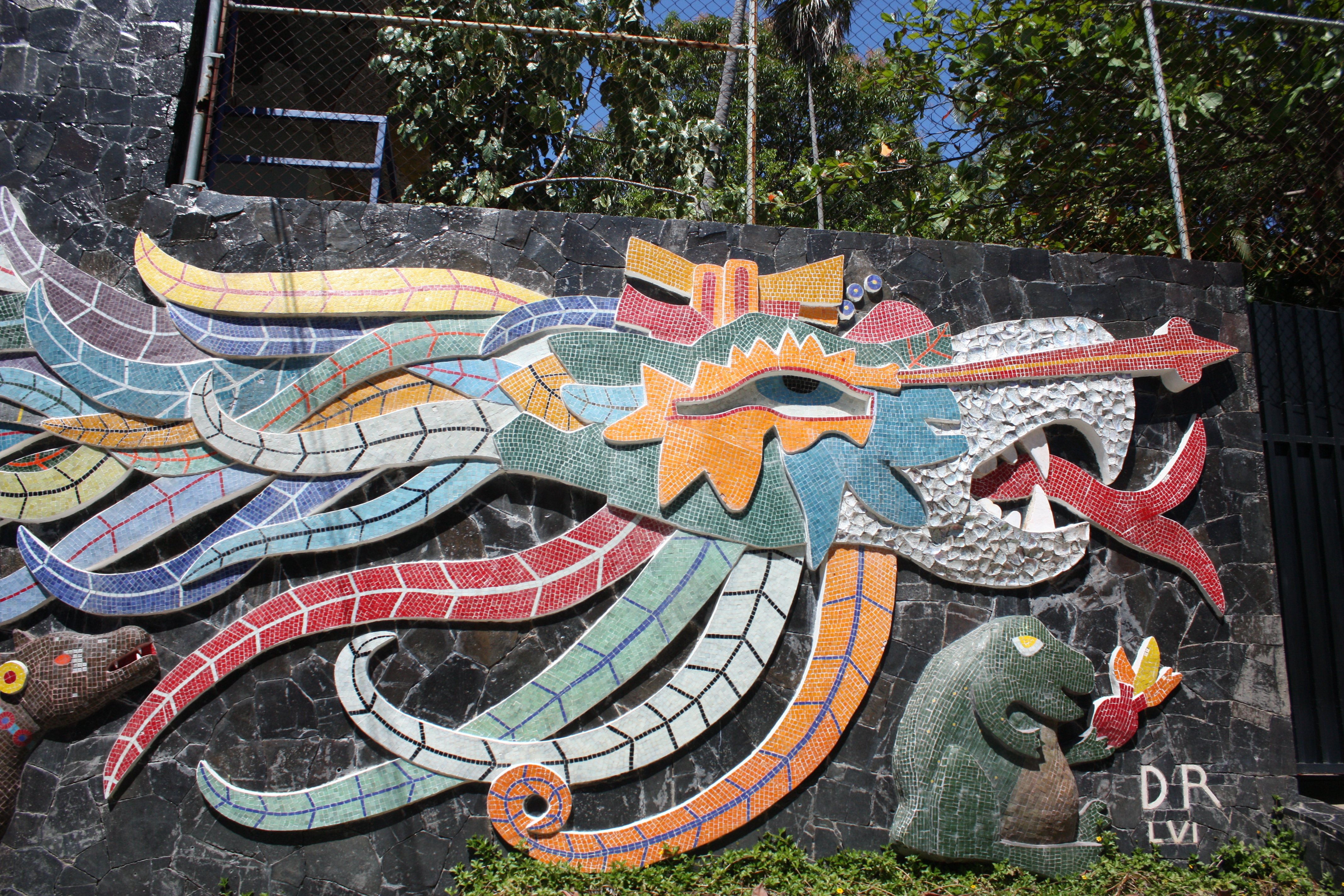
Centro Cultural La Casa de los Vientos.
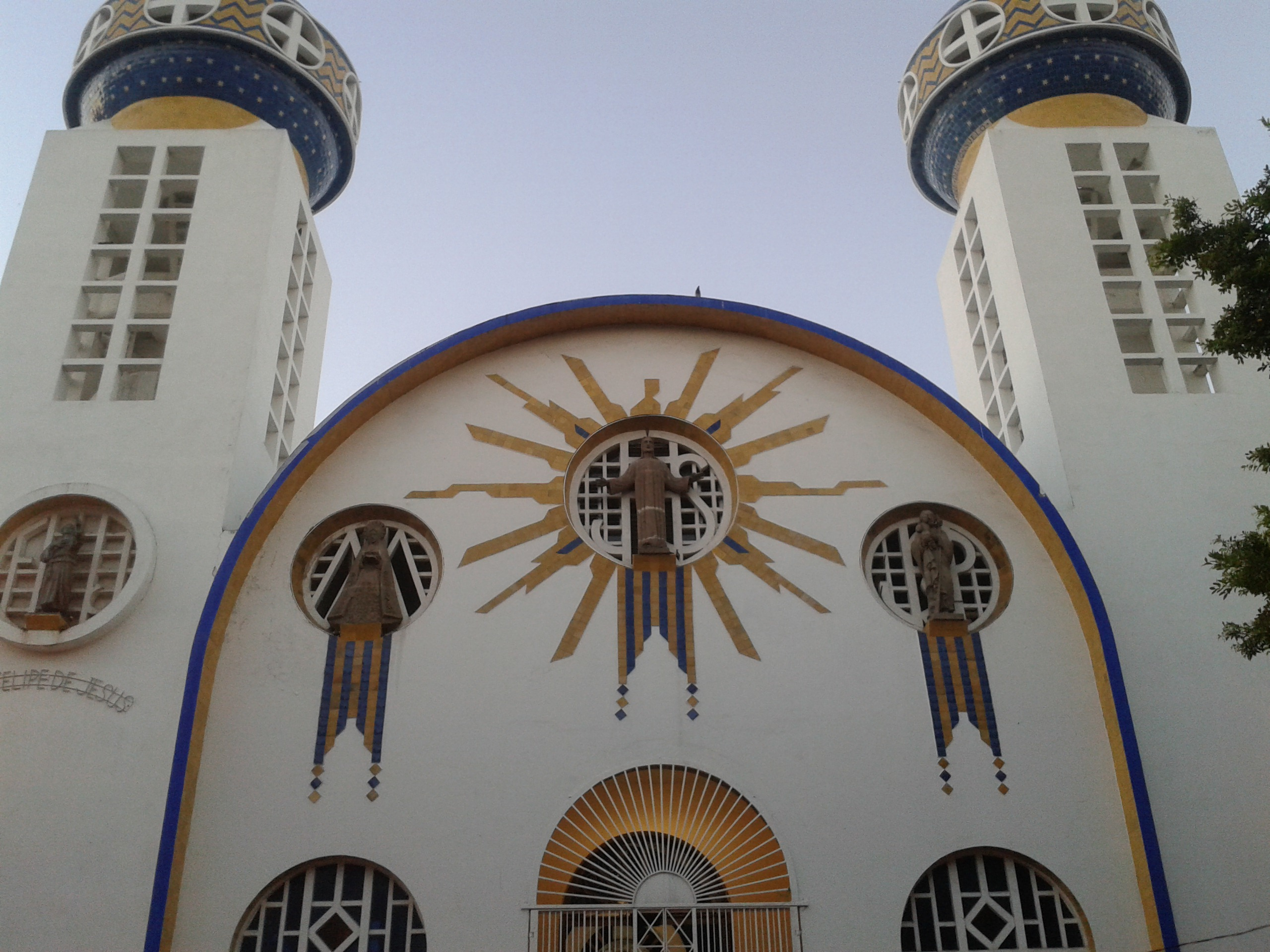
Catedral de Acapulco.
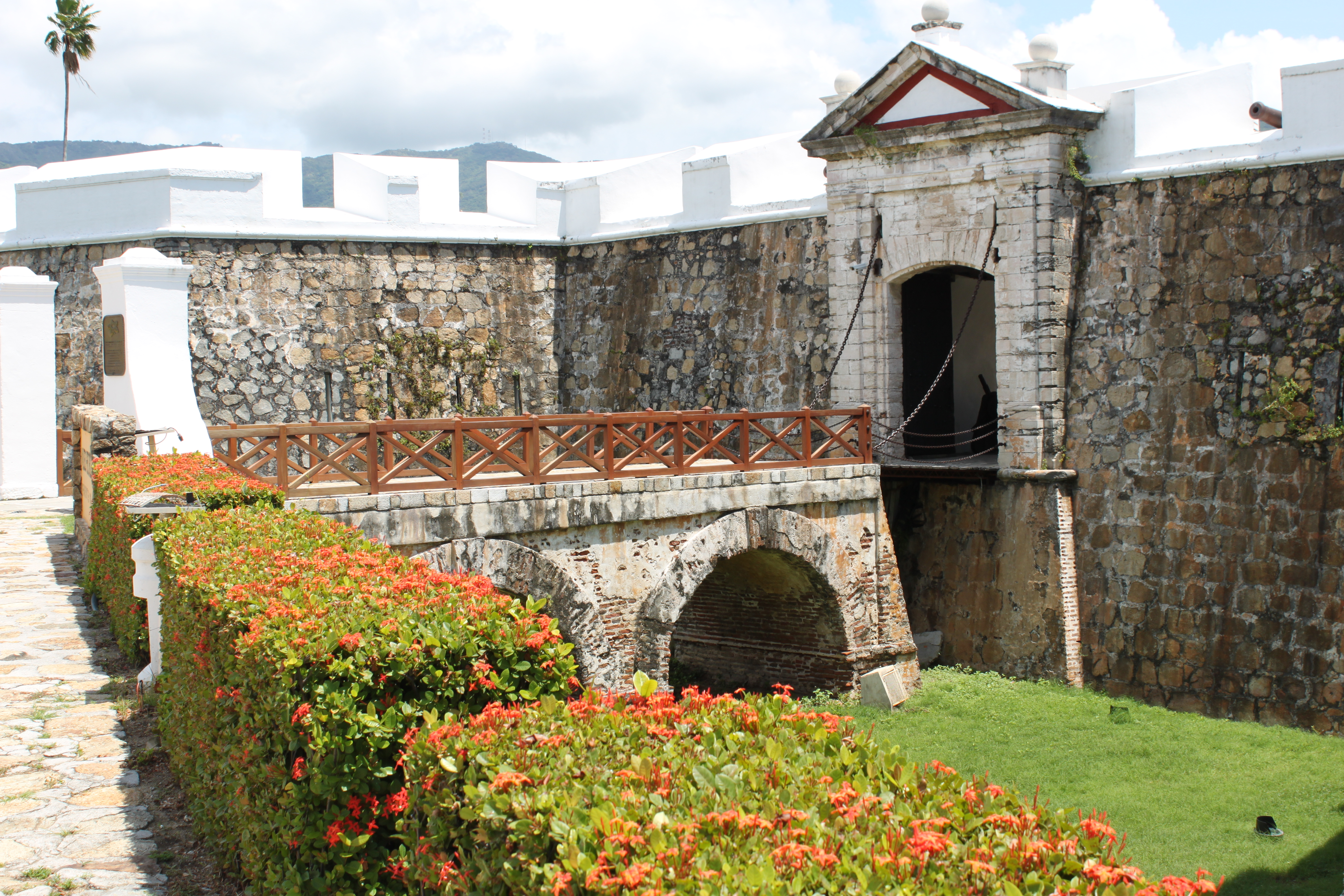
Fuerte de San Diego.
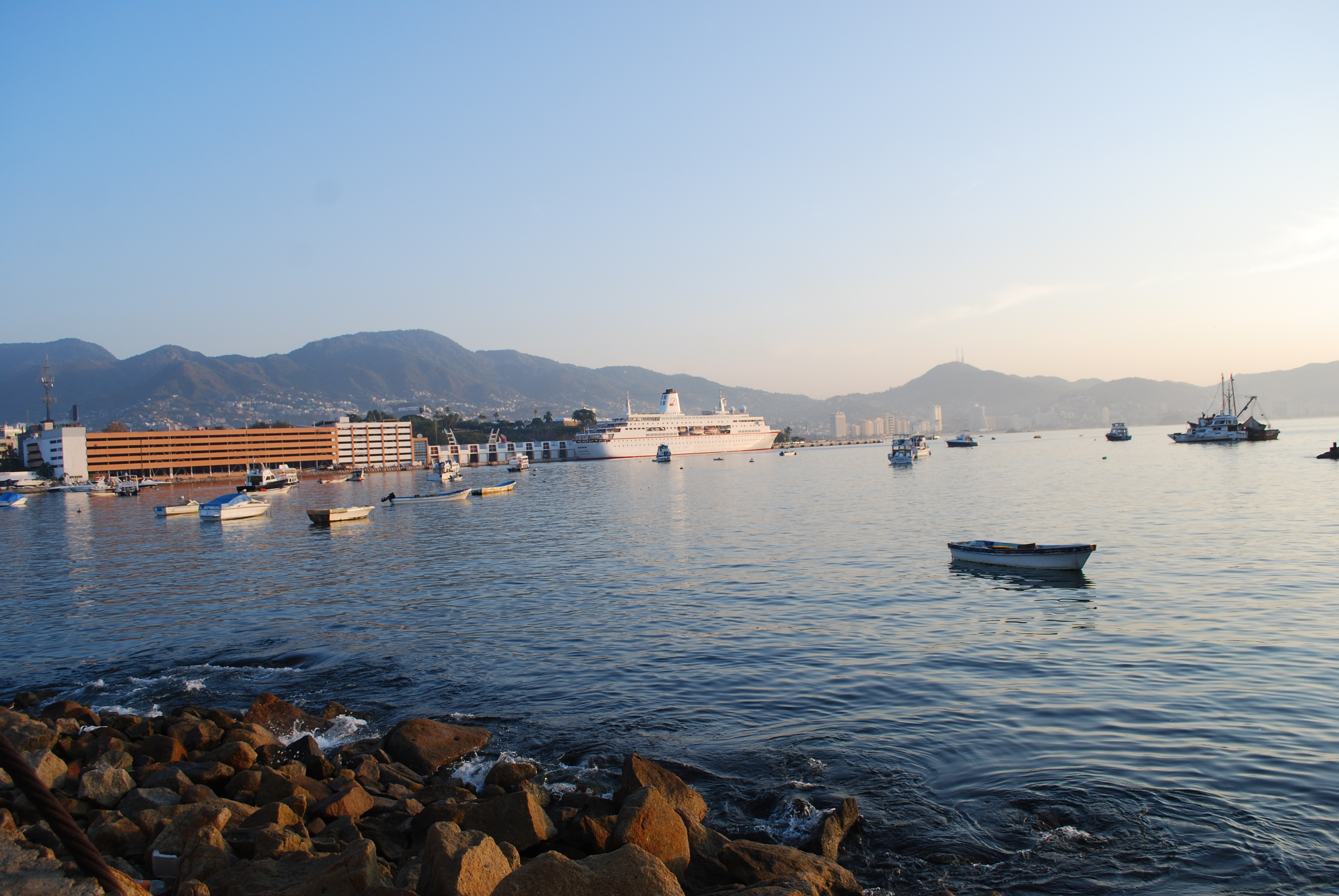
Puerto Transatlántico.
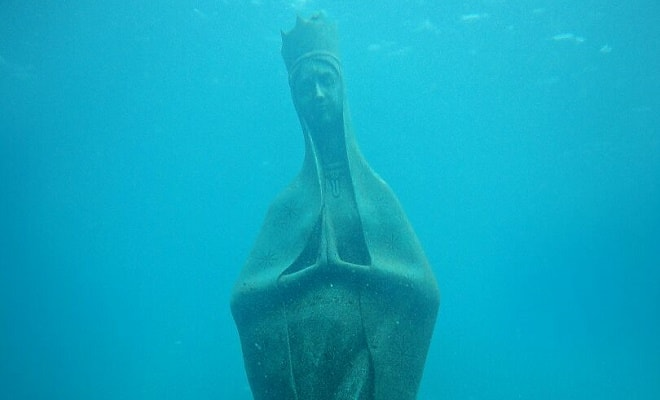
La Virgen de Los Mares.
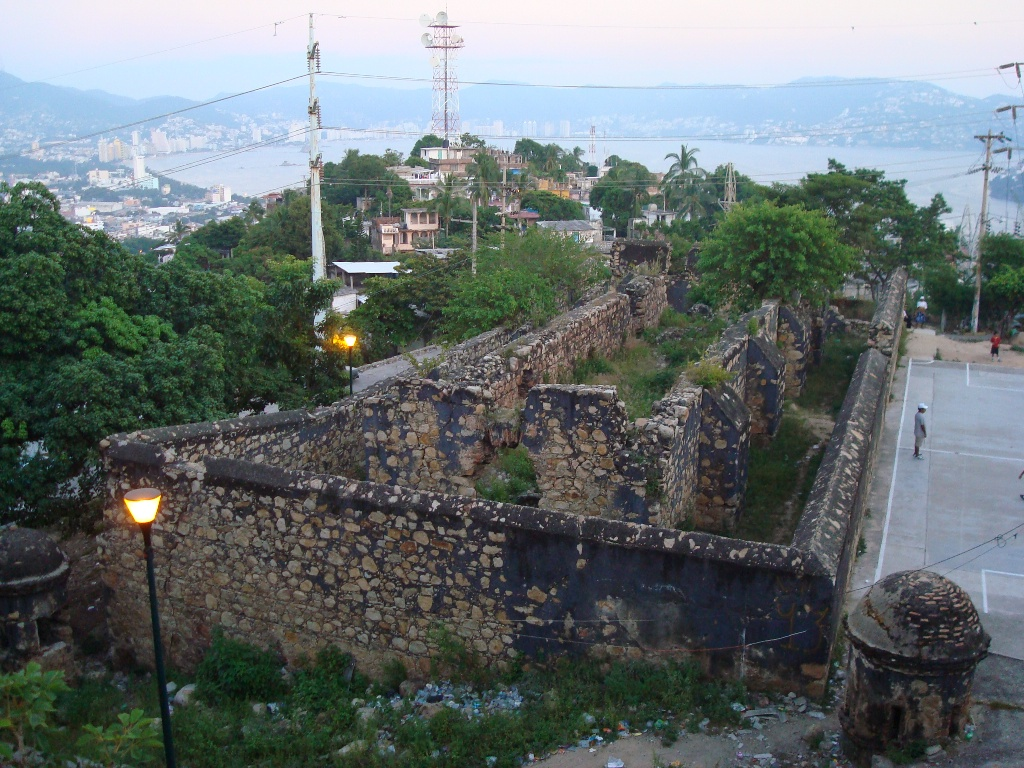
Fortín Álvarez.
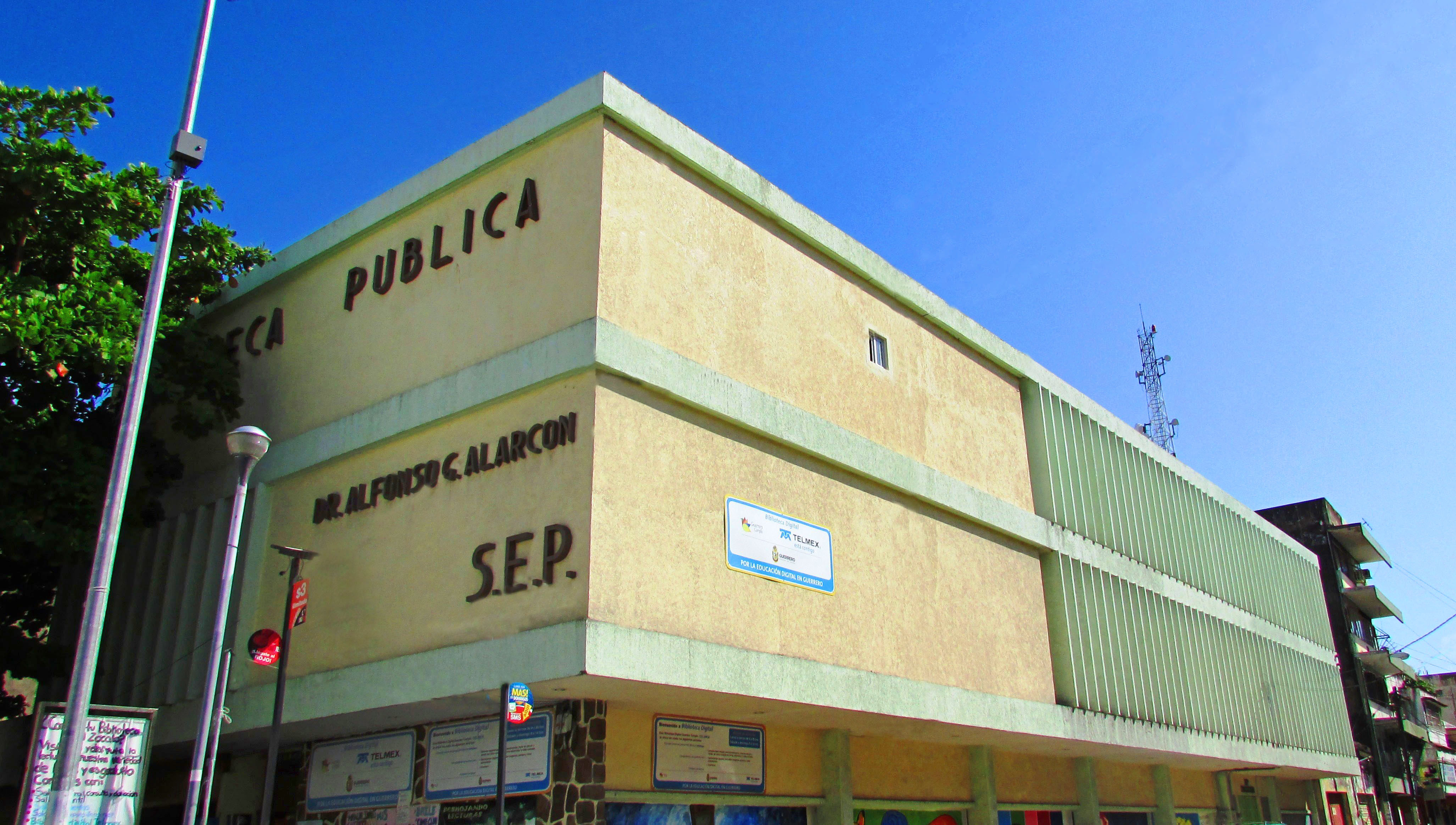
Biblioteca Pública Municipal.

### Playas
- Langosta
- Caleta y Caletilla
- Honda
- Manzanillo
- Tlacopanocha
- Hornos

Playas
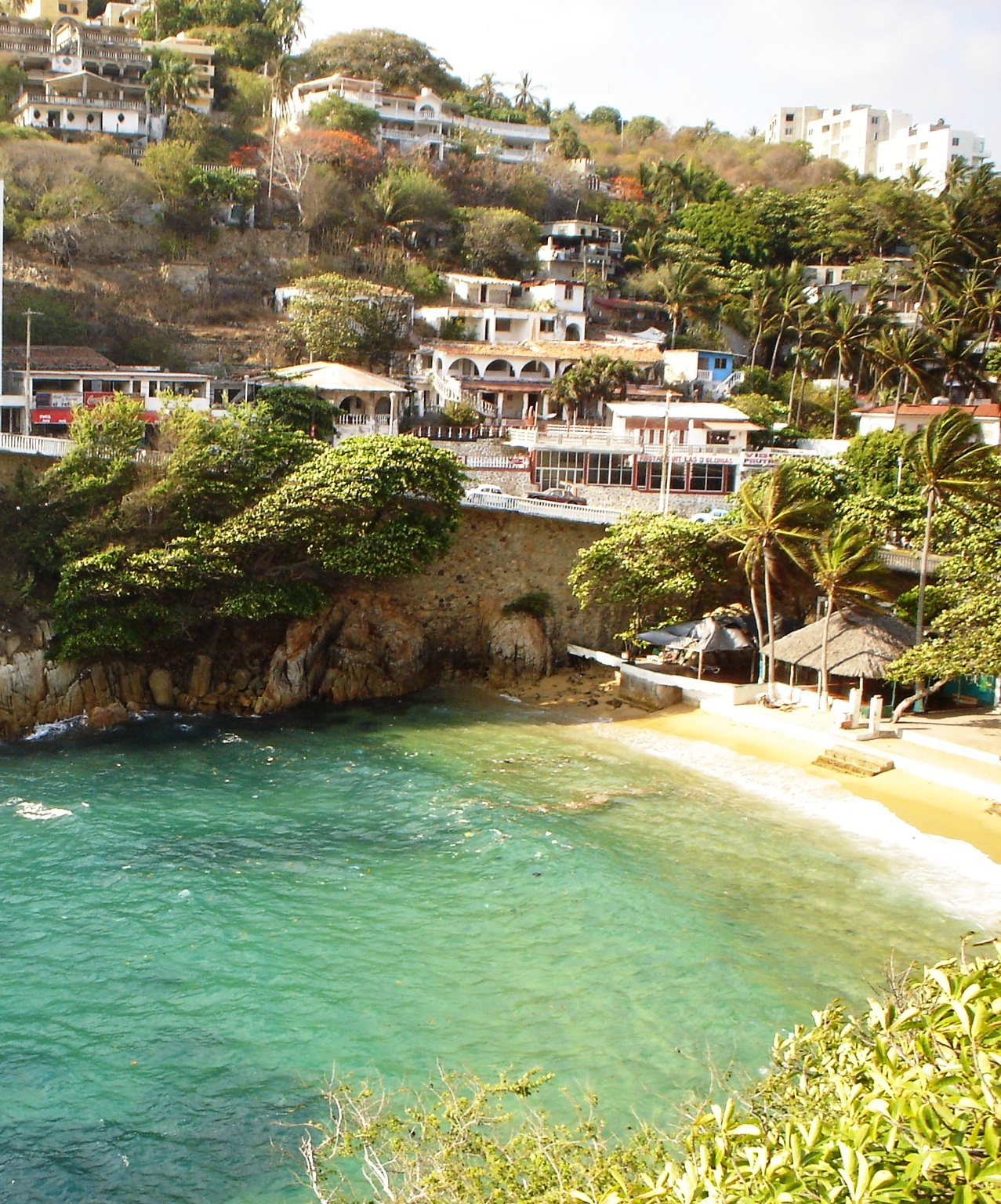
Langosta.
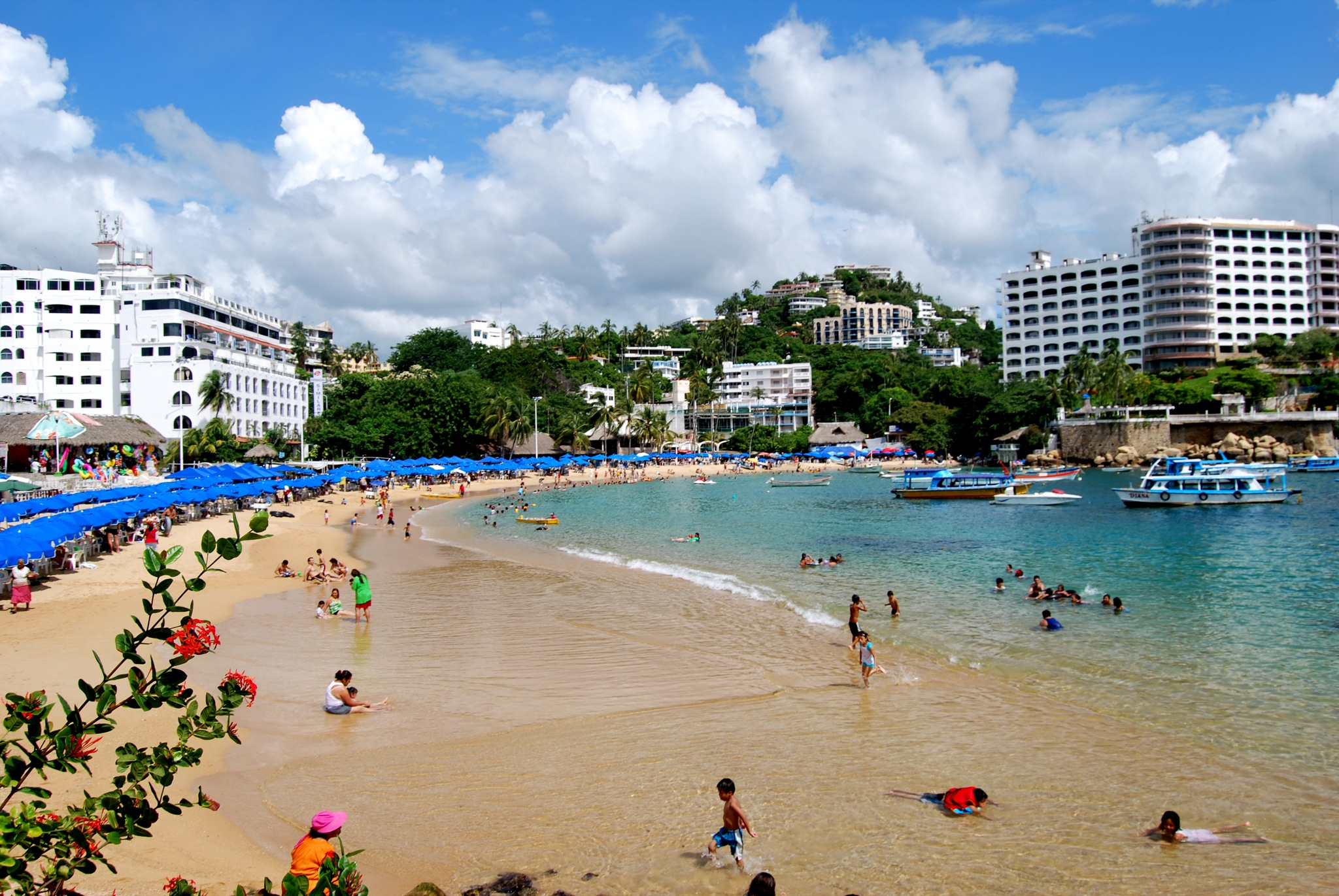
Caleta y Caletilla.
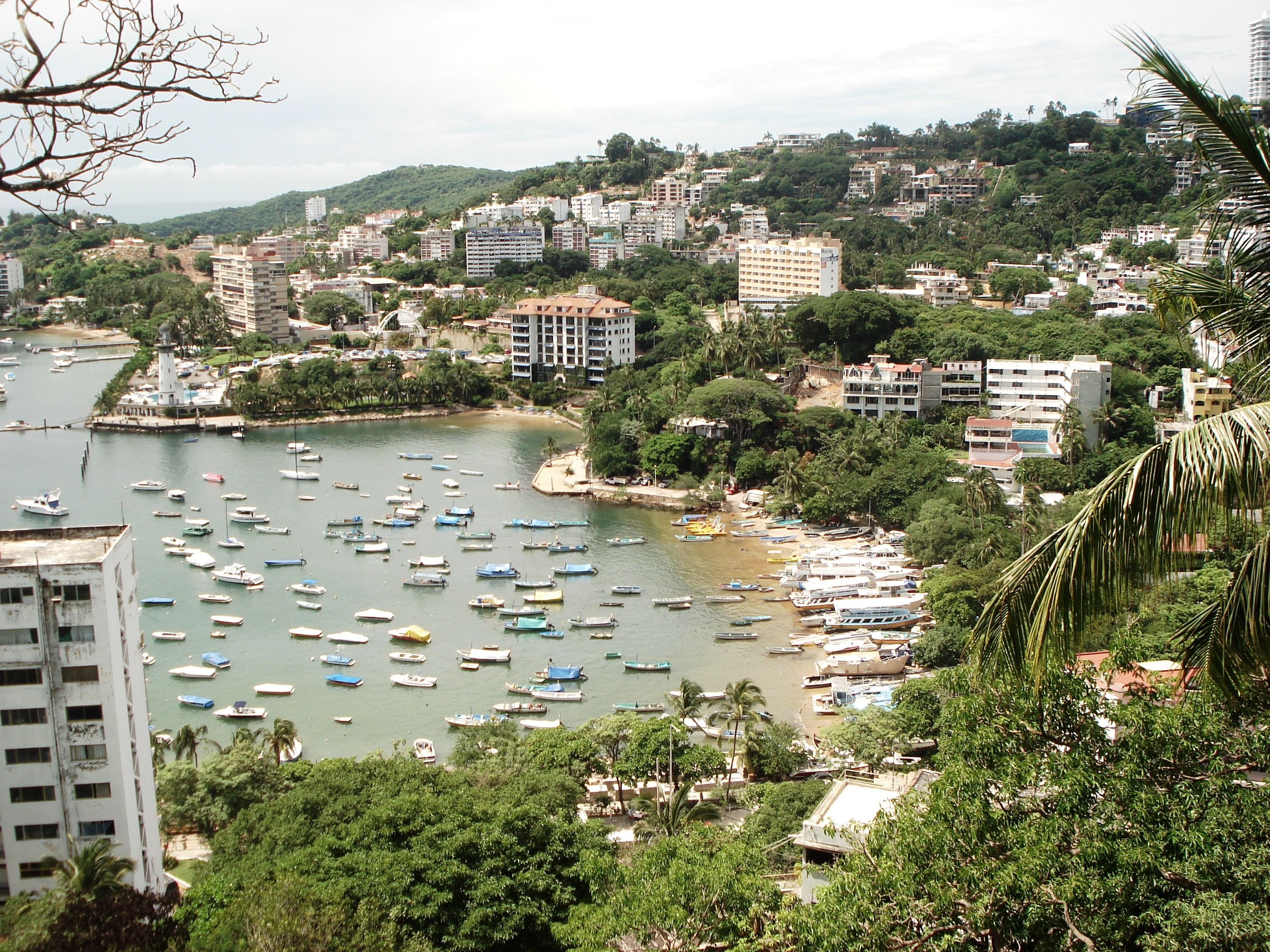
Manzanillo.
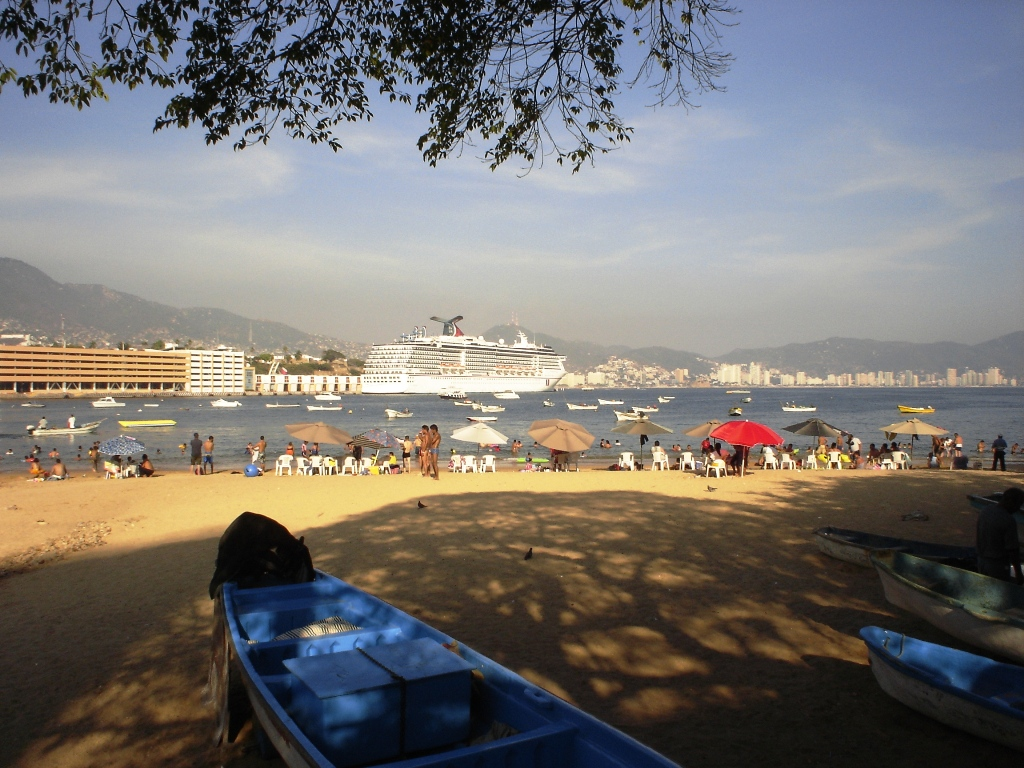
Tlacopanocha.
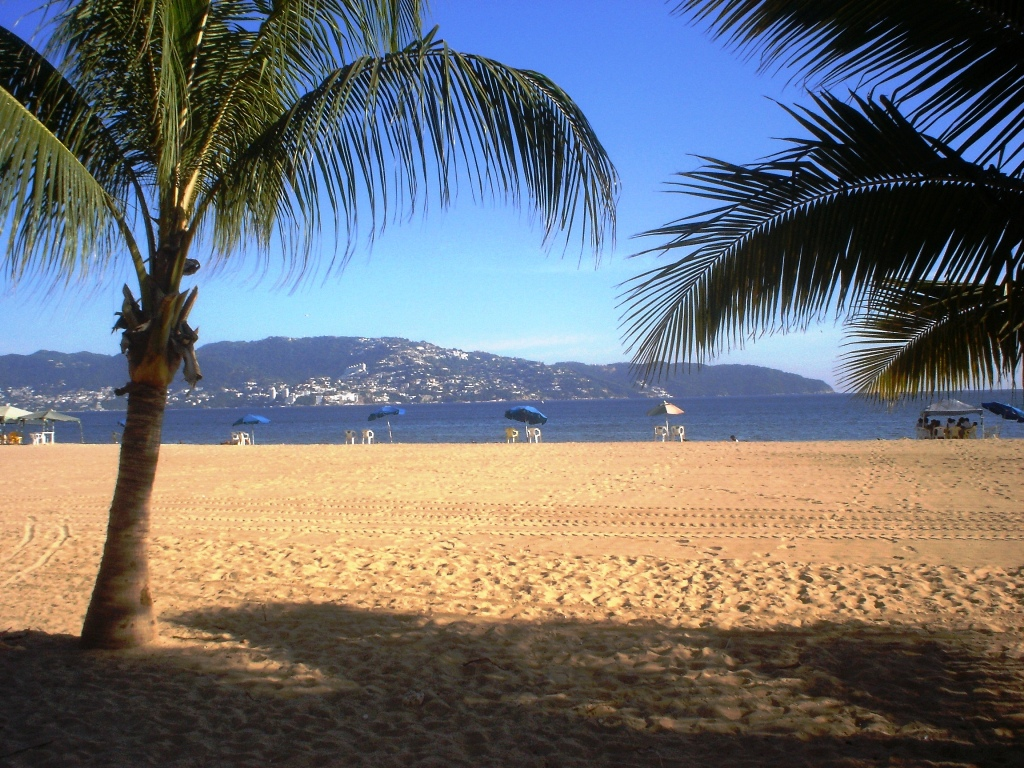
Hornos.